# Van de Graaff-generátor
A Van de Graaff-generátor, más néven szalaggenerátor nagyfeszültség előállítására alkalmas elektrosztatikus generátor. Az iskolai kísérletek céljára készített ilyen eszközök 50–200 kV, a nagyobb méretű, kutatási célra készített példányok több millió volt feszültséget szolgáltatnak.
Robert Jemison Van de Graaff (1901–1967) amerikai mérnök, fizikus 1933-ban építette meg az első ilyen generátort.

## Felépítése és működése

A Van de Graaff-generátor szerkezete
1) Üres fémgömb (pozitív töltésű)
2) Felső kefe
3) Felső (plexi)henger
4) Gumiszalag (pozitív része)
5) Gumiszalag (negatív része)
6) Alsó (fém)görgő
7) Alsó kefe
8) Kisütőgömb (negatív töltésű)
9) Szikrakisülés

A generátorban egy végtelenített, szigetelőből, többnyire gumiból készült szalag van kifeszítve két görgő között. Az alsó görgőt általában villanymotor forgatja. Az alsó görgő (6) fémből, a felső görgő (3) műanyagból, általában plexiből készül. A felső plexigörgőről leváló szalag negatív töltésű lesz (5). Ezt a negatív töltést a csúcshatás elvén működő kefe (7) gyűjti össze és a kisütőgömbre (8) juttatja. (A kisütőgömböt gyakran leföldelik, ez a rajzon nincs feltüntetve.) Az alsó görgőről leváló szalag pozitív töltésű lesz (4), ezt a pozitív töltést a szalag a felső görgőnél található (2) keféhez szállítja. A csúcshatás miatt a kefe a pozitív töltést eltávolítja a szalagról, és a vele összeköttetésben levő, a felső görgőt és kefét körbevevő üreges fémgömbre (1) juttatja. Mivel a vezető belsejében a nyugvó töltések nincsenek egyensúlyi helyzetben, ezért a fémgömbre jutó pozitív töltés a gömb külső felületére áramlik.
A felső, üreges fémgömbön és a kisütőgömbön a folyamatos töltésszétválasztás következtében egyre több töltés halmozódik fel, emiatt a két gömb közti feszültség egyre nagyobb lesz. Elegendően nagy feszültségnél a gömbök között szikrakisülés (9) jöhet lére. A kisüléskor a töltések semlegesítik egymást, majd a feltöltődési folyamat újra megindul.
A Van de Graaff-generátor kikapcsolása után a gömbökön még maradhat töltés, de a (leföldelt) kisütőgömbbel a felső gömböt megérintve a generátor feltöltöttsége megszüntethető, így az esetleges kellemetlen áramütések elkerülhetők.
Bár a Van de Graaff-generátorral előállított feszültség ijesztően magas, az áramerősség
az iskolai kísérletek céljára gyártott példányoknál általában 10–15 µA alatt marad. Ezért az előzőleg kisütött Van de Graaff-generátor fémgömbjét és a (leföldelt) kisütőgömböt megfogva a generátor nyugodtan bekapcsolható, mert a kialakuló néhány mikroamper erősségű áram az emberi szervezetben semmiféle káros hatást nem fejt ki.

(Figyelem, pacemakert viselők ennek ellenére ne próbálják ki!)

## Története
A Van de Graaff-generátor fejlesztése 1929-ben kezdődött a Princeton Egyetemen. A fejlesztést a fizikus Robert Jemison Van de Graaff irányította. Az első modellt 1929 októberében mutatták be.
Az első gép selyemszalaggal működött, amelyet egy 15 centes boltban vettek. 1931-ben a gép már 1 millió voltot produkált és ezt szabadalmaztatták. Ez a szerkezet két 60 cm átmérőjű gömbből állt, és előállítása  90 dollárba került.
1933-ban egy 12 m magas szerkezetet épített Van de Graaff.
A legújabb fejlesztés a tandem Van de Graaff-gyorsító, amely egy vagy több generátorból áll, ahol a negatív töltésű ionokat felgyorsítják mielőtt kettő vagy több elektron keletkezik, majd újra gyorsítják.
1970-re már 14 millió voltot értek el egy tandem géppel, amely nagynyomású kén-hexafluoridot (SF6) használt a szikrázás megakadályozására. Ez lehetővé tette erős ion sugarak generálást, amelyek elegendőek voltak nukleáris vizsgálatokra. A legmagasabb feszültség, amit elértek: 25,5 millió volt, az Oak Ridge National Laboratory-ban.
A fejlesztés következő fázisa a pelletron. Ebben a szerkezetben jóval nagyobb feszültség állítható elő, mint a klasszikus Van de Graaff-generátorban.
Kísérletek céljaira létrehozták a Nuclear Structure Facility-t (NSF)
a Daresbury Laboratory-ban, amely 1983-ban már működött. Ez egy 70 méter magas épületben felépített tandem generátor volt. Működése alatt 80 különböző ion sugarat gyorsított fel. A legfontosabb eredmények az atommag szerkezetéről kapott információk voltak. A berendezést pénzhiány miatt 1993-ban leállították.

## Alkalmazása

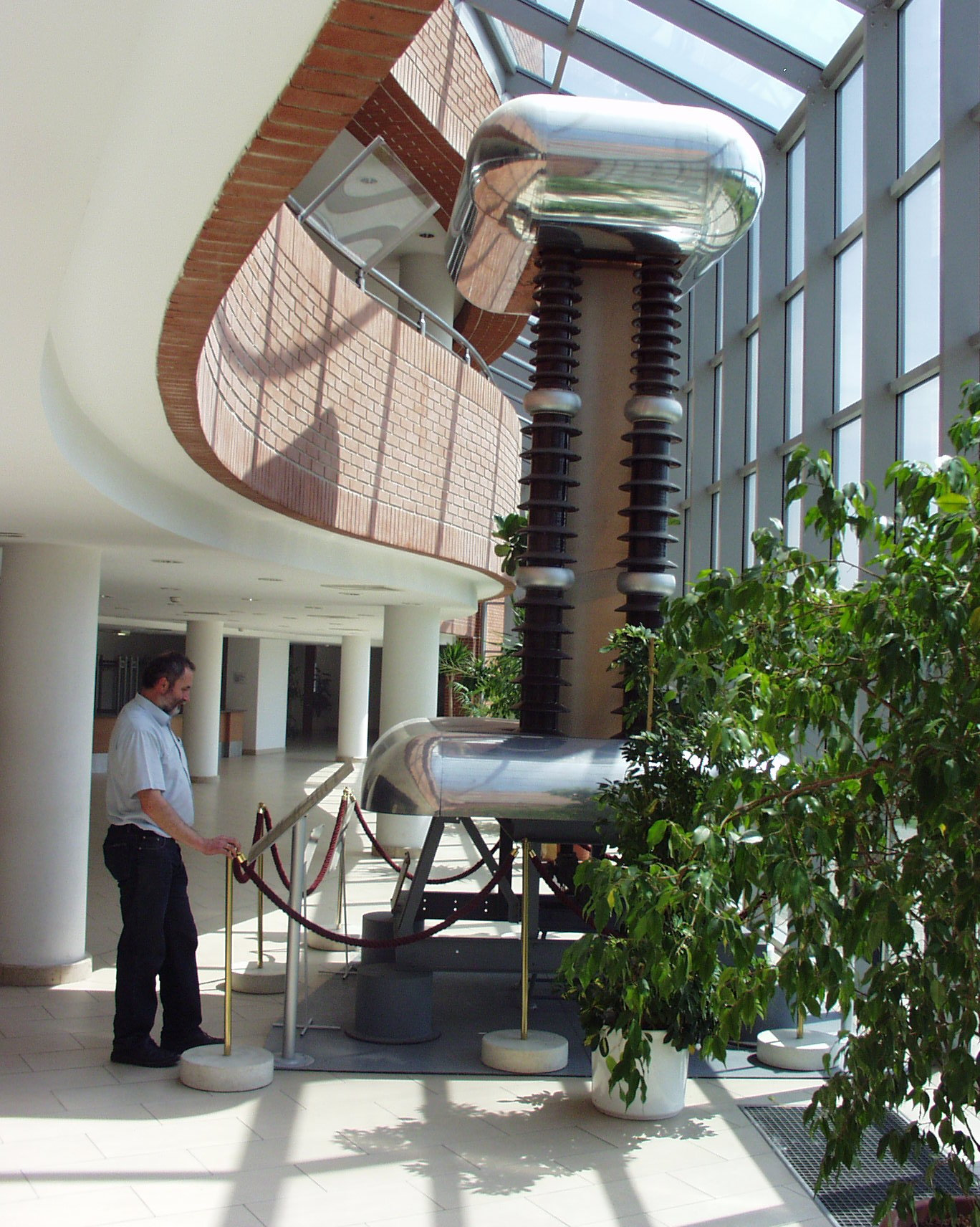
Az első magyar részecskegyorsító Van de Graaff-generátora. (Készítette Simonyi Károly; Sopron; 1951)

- Iskolai célra gyártott példányait a különféle elektrosztatikai kísérletek bemutatásához használják. (Elektromos vonzás–taszítás, elektromos mező fogalma és szemléltetése, csúcshatás, elektromos szél, elektromos Segner-kerék, szikrakisülés stb.)
- Kutatási célra gyártott darabjait nagyfeszültségű kutatólaboratóriumokban alkalmazzák.
- A különféle részecskegyorsítók első generációjánál a Van de Graaff-generátorokkal létrehozott nagyfeszültséggel gyorsították fel az elektromosan töltött részecskéket (protonokat, ionokat). Az első ilyen részecskegyorsítót és annak Van de Graaff-generátorát Simonyi Károly magyar fizikus építette meg 1951-ben a Soproni Egyetemen. Ez a generátor eredetileg 750 kV feszültséget állított elő, de 1952-ben továbbfejlesztve már egymillió voltos feszültséget szolgáltatott. Ezt az eszközt 2001 óta Budapesten, az Eötvös Loránd Tudományegyetemen [6] őrzik, a Wikimédia Commons további képeket tartalmaz róla.

## Külső hivatkozások
- További fényképek a FizKapu honlap Fizfotó rovatában.
- Van de Graaff-generátorral végzett kísérletek a FizKapu honlap FizFilm rovatában.
- Erő János: Statikus gyorsító-berendezések Fizikai Szemle 1958/4. 103. o.